# Ramon Monegal
Ramon Monegal (Barcelona, 1951) es un perfumista español asociado a la perfumería de autor. Miembro de la cuarta generación de una familia con larga trayectoria en la industria, trabajó durante tres décadas en Myrurgia y en 2009 fundó su propia marca, Monegal, con sede en Barcelona.

## Biografía
Ramon Monegal siempre ha estado vinculado a la perfumería. Su bisabuelo Esteve Monegal i Prat abrió una droguería que evolucionó hasta fundar Myrurgia en 1916. Aunque inicialmente estudió arquitectura, comenzó su formación perfumista en 1972 en la empresa familiar, continuando en Ginebra con Artur Jordi Pey (Firmenich), en Grasse con Marcel Carles y en París con Pierre Bourdon.
Durante más de treinta años trabajó como creador de fragancias en Myrurgia, elaborando colonias para marcas como Adolfo Domínguez, Antonio Miró, Don Algodón, Massimo Dutti, entre otras. Tras la adquisición de Myrurgia por parte del grupo Puig en 2000, decidió desvincularse de la industria convencional. En 2009 fundó su marca.